# CV33 47/32
Il CV33 47/32 fu una variante della tankette CV33 italiano armata con una cannone da 47/32 mm, rimasta allo stato di prototipo. Il progetto era un tentativo disperato di modernizzare i CV33, per l'epoca obsoleti.

## Storia
Il mezzo venne progettato nel 1939, su una specifica del Corpo d'armata corazzato che richiedeva l'installazione del cannone 47/32 Mod. 1935, arma anticarro standard del Regio Esercito, su uno scafo autopropulso e dotato di una corazzatura resistente al fuoco delle mitragliatrici. Similmente al Panzerjäger I tedesco, ottenuto dalla conversione del Panzer I, il CV33 47/32 si presentava come un normale CV33 ma privato della sovrastruttura originaria e con il cannone montato sull'estremità anteriore, protetto da una piastra in metallo con lieve corazzatura che copriva l'equipaggio frontalmente; gli organi meccanici erano gli stessi del CV33 originario. Il cannone da 47 mm presentava tuttavia un rinculo che, a lungo andare, poteva danneggiare il mezzo e causare malfunzionamenti. 
Venne costruito un solo prototipo del mezzo, presentato il 12 agosto 1939 al Centro Studi della Motorizzazione per la valutazione. In una lettera del 26 ottobre 1939 il capo di stato maggiore del Regio Esercito, generale Alberto Pariani, espresse apprezzamento per il mezzo raccomandando tuttavia che fosse aggiunta una mitragliatrice in funzione di arma antiaerea. Fu formulata l'intenzione di produrre un primo lotto di 300 mezzi, ma lo sviluppo del mezzo fu interrotto ufficialmente il 21 ottobre 1940 per comune accordo tra il vice capo di stato maggiore del Regio Esercito, generale Mario Roatta, e il generale Mario Caracciolo di Feroleto, ispettore superiore dei servizi tecnici; al CV33 47/32 venne preferito lo sviluppo di un cannone semovente con arma in calibro 75 mm, ispirato a quanto fatto dai tedeschi con lo Sturmgeschütz III. L'unico prototipo realizzato rimase in custodia al Centro Studi della Motorizzazione almeno fino alla primavera del 1941, dopo la quale non è noto quale fu il suo destino. 